# Savoryellaceae
Die Savoryellaceae bilden die einzige  Familie der einzigen Ordnung Savoryellales der Schlauchpilze.

## Merkmale

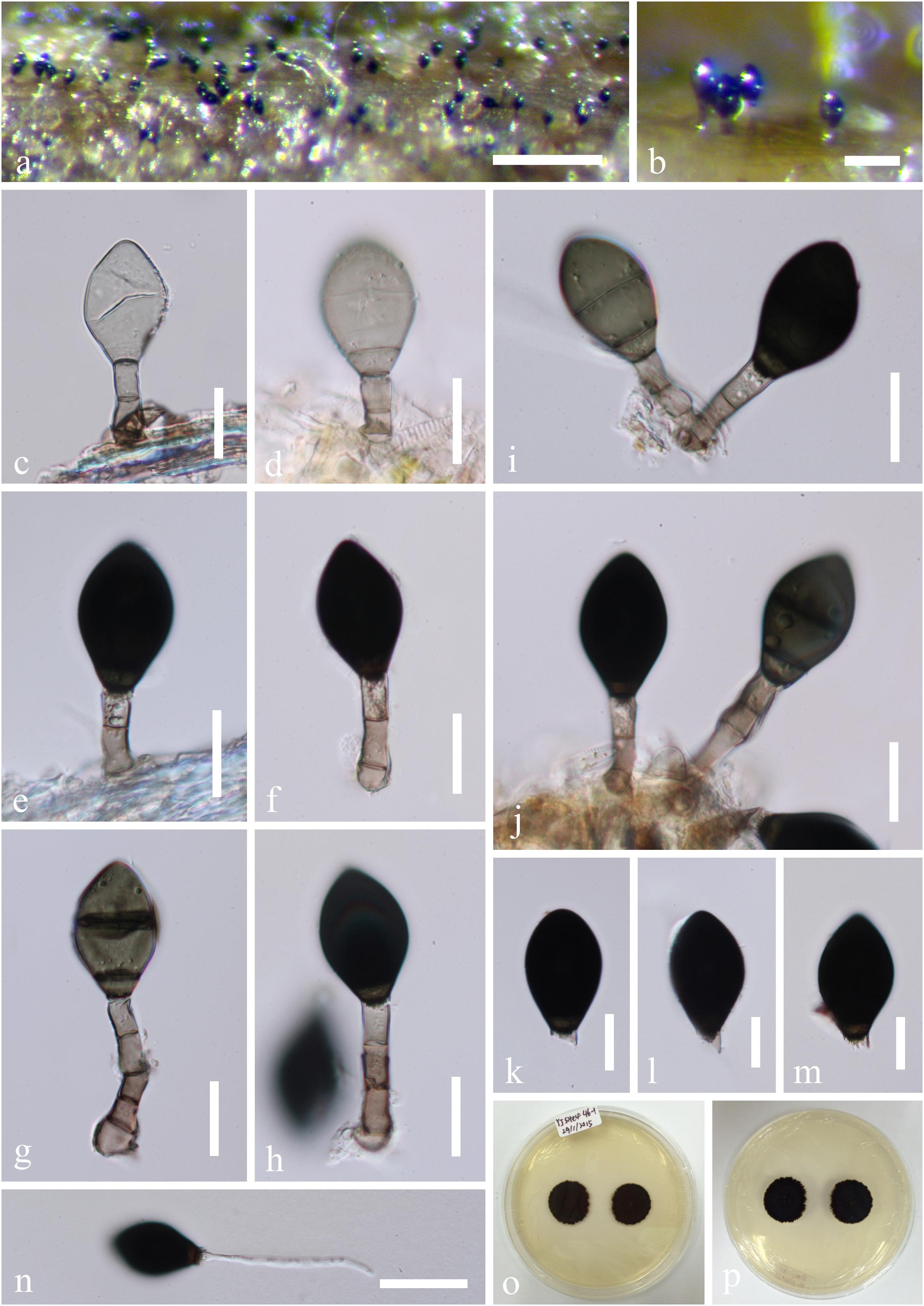
Sporen von Ascotaiwania fusiformis

Arten der Savoryellaceae bilden in der Hauptfruchtform braune bis schwarze, warzenförmige, ledrige Perithecien als Fruchtkörper aus. Sie sind oberflächlich auf dem Wirtsgewebe oder in dieses eingesenkt. Die Öffnung (Ostiolum) an der Spitze des Perithecie besitzt Periphysen (härchenförmige Hyphen). Die Wand des Fruchtkörpers (Peridie) besteht aus mehreren Schichten, die aus dickwandigen, braunen Zellen, die nach innen aber durchscheinend sind, bestehen. Das Hamathecium, das Gewebe zwischen den Schläuchen, besitzt reichlich fadenförmige Paraphysen, die septiert und nicht verzweigt sind. Die keuligen bis zylindrischen Schläuche (Asci) sind unitunikat (einwandig) mit einem nicht amyloiden apikalen Ring und gestielt. Die Ascosporen sind elliptisch bis spindelförmig, gerade oder leicht gekrümmt mit drei bis vielen echten Septen. Sie sind glatt, dickwandig und mit oder ohne schleimartigen Polstern an den Enden. Die mittleren Zellen sind braun, die äußeren durchscheinend bis fast durchscheinend.
Die Nebenfruchtform ist hyphomycetisch ausgebildet (dematiös), d. h. die Konidienträger liegen frei. Die Hyphen sind septiert, verzweigt und weiß bis blassbraun. Konidiogene Zellen sind meist keine vorhanden, wenn doch, dann sind sie aufrecht, flaschenförmig, glatt und dickwandig. Die Konidien sind einzeln, glatt, trocken, rund bis abgeflacht, kugelig bis eiförmig, oval. Sie sind holoblastisch,  d. h. die Konidien werden nach der Bildung als Ganzes abgeschnürt. Sie besitzen mehrere Septen, die länglich oder quer sein können. An den Septen sind sie leicht eingeschnürt. Sie besitzen eine blassbraune basale Zelle, die anderen sind olivgrün oder schwarzbraun bis schwarz. Sie besitzen eine deutliche Narbe an der Stelle der Abschnürung von der konidiogenen Zelle.

## Lebensweise und Ökologie
Arten der Savoryellaceae leben aquatisch auf untergetauchtem Holz im Süßwasser, Brackwasser und Meer. Sie sind weltweit verbreitet.

## Systematik
Die Familie Savoryellaceae wurde 2011  von  Walter Jaklitsch  und Martina Réblová erstbeschrieben, die Ordnung Savoryellales einige Jahre vorher, 2011 von Nattawut Boonyuen, Satinee Suetrong, Somsak Sivichai, Ka-Lai Pang und E. B. Gareth Jones.
Folgende acht Gattungen gehören zur Familie:
- Ascotaiwania: mit ungefähr zehn Arten
- Aquabispora: mit drei Arten
- Bactrodesmium: mit 47 Arten
- Canalisporium: mit ungefähr zwanzig Arten
- Dematiosporium: mit zwei Arten
- Kaseifertia: mit nur einer Art
- Rhexoacrodictys: mit fünf Arten
- Savoryella: mit ungefähr fünfzehn Arten